# Брезје в Подбочју
Брезје в Подбочју (словен. Brezje v Podbočju) је насељено место у општини Кршко, Посавска регија, Словенија.

## Историја
До територијалне реорганизације у Словенији било је у саставу старе општине Кршко.

## Становништво
У попису становништва из 2011. године, Брезје в Подбочју је имало 49 становника.
| Број становника према пописима | Број становника према пописима | Број становника према пописима |
| ------------------------------ | ------------------------------ | ------------------------------ |
| 1991                           | 2002                           | 2011                           |
| 52                             | 42                             | 49                             |

Напомена: До 1953. исказивано под именом Брезје.